# Cima Rossa
Cima Rossa är en bergstopp i Schweiz. Den ligger i distriktet Blenio och kantonen Ticino, i den sydöstra delen av landet, 140 km öster om huvudstaden Bern. Toppen på Cima Rossa är 3 161 meter över havet, eller 309 meter över den omgivande terrängen. Bredden vid basen är 2,7 km.
Terrängen runt Cima Rossa är huvudsakligen mycket bergig. Närmaste större samhälle är Biasca, 12,9 km sydväst om Cima Rossa.
I omgivningarna runt Cima Rossa växer i huvudsak blandskog. Runt Cima Rossa är det mycket glesbefolkat, med 2 invånare per kvadratkilometer.